# Giannīs Sfairopoulos
Iōannīs Sfairopoulos, detto Giannīs (in greco Ιωάννης "Γιάννης" Σφαιρόπουλος?; Salonicco, 21 marzo 1967), è un allenatore di pallacanestro greco.

## Palmarès

### Squadra
- Campionato greco: 2

Olympiacos: 2014-2015, 2015-2016
- Campionato israeliano: 3

Maccabi Tel Aviv: 2018-2019, 2019-2020, 2020-2021
- Coppa di Israele: 1

Maccabi Tel Aviv: 2020-2021
- Coppa di Lega israeliana: 2

Maccabi Tel Aviv: 2020, 2021
- Coppa di Serbia: 2

Stella Rossa: 2024, 2025
- Lega Adriatica: 1

Stella Rossa: 2023-24

### Individuale
- A1 Ethniki allenatore dell'anno: 1

Olympiakos: 2014-15
- Miglior allenatore della Ligat ha'Al: 2

Maccabi Tel Aviv: 2018-19, 2019-20